# Marguerite Massart
Marguerite Massart (Brussel, 19 september 1900 - Gent, 25 februari 1979) was de eerste vrouw die in België afstudeerde als burgerlijk ingenieur. Ze richtte een succesvolle gieterij op in Gent en introduceerde later een ontziltingsproject en de eerste zonnepanelen in het eerste hotel op het eiland Sal in Kaapverdië.

## Jeugd en opleiding
Marguerite Massart werd op 19 september 1900 geboren in Brussel, België. Haar moeder had in het stadscentrum een zaak  van koperen instrumenten en haar vader Arthur Massart was de Belgische vertegenwoordiger van een Frans metaalbedrijf.
Massart toonde op school een bijzondere interesse in wetenschappen en wiskunde en koos ervoor om naar het Lycée Dachsbeck in Brussel te gaan, een school die gespecialiseerd was in wiskunde. Vervolgens ging ze in 1918 naar de Université libre de Bruxelles (ULB). Haar oudere broer Arsène had daar gestudeerd en had voor haar het pad geëffend.
In 1922 studeerde ze af als burgerlijk ingenieur, waarmee ze de eerste vrouw werd die in België het diploma van burgerlijk ingenieur behaalde. Dit nieuws werd internationaal bekend gemaakt.
Het jaar daarop behaalde ze een aanvullende kwalificatie als elektrotechnisch ingenieur aan de Ecole Montefiore-Levi in Luik.

## Carrière
Zodra ze de universiteit had verlaten, sloot Massart zich aan bij de Association des Ingenieurs de Bruxelles (AIBr), een vereniging van ingenieurs die afgestudeerd waren aan de Université libre de Bruxelles. In 1925 werd zij secretaris-generaal van de organisatie. Ze bleef haar hele leven nauw contact houden met de AIBr en doneerde grote sommen geld aan verschillende hulpfondsen, vooral tijdens de Tweede Wereldoorlog.
In april 1924 sprak Massart op de tweede Internationale Conferentie van Vrouwelijke Ingenieurs in Manchester, georganiseerd door de in Groot-Brittannië gevestigde Women's Engineering Society, waarbij ze "een zeer knap artikel" voorlas over wisselstroommotoren. In maart 1925 werd ze verkozen tot lid van de Women's Engineer Society, het eerste Belgische lid.
In juli 1927 trouwde Marguerite Massart met Gaspard Vynckier (1896 – 1972) die samen met zijn broer Maurice een bedrijf in elektrische apparatuur, Vynckier Frères & Co., leidde. Het begon als een klein bedrijf in Brussel, maar groeide snel toen het zich in Gent vestigde. Op het hoogtepunt telde het 2.200 werknemers en produceerde het allerlei soorten elektrische apparatuur (schakelaars, verdeelkasten, zekeringen, bakelieten kasten en spoorwegmaterieel). Men denkt dat het echtpaar elkaar heeft ontmoet via de zakelijke belangen van haar ouders in de levering van metalen, aangezien zijn elektriciteitsbedrijf toegang nodig had tot koper voor elektrische bedrading.

## Gent
Na hun huwelijk vestigde het echtpaar zich in Gent en kreeg Massart twee zonen, Georges Gaspard Arthur Gustave Vynckier en Lucien Richard Arsène Urbain Vynckier, die beiden later een carrière als ingenieur zouden hebben. In 1937 verhuisde het gezin naar een groot huis met een hoektoren (gebouwd in 1896) in Coupure Rechts, een chique wijk in Gent.
Terwijl ze haar jonge gezin grootbracht, richtte Massart ook haar eigen succesvolle bedrijf op, de Cupro Foundry, dat zich bezighield met non-ferrometalen .
Ze raakte betrokken bij het sociale leven van Gent, speelde een belangrijke rol in de lokale Soroptimisten en richtte een lokale afdeling op van de Fédération belge des femmes universitaires (FBFU), een Belgische organisatie voor vrouwelijke afgestudeerden die elkaar steunen.
Massart hechtte veel waarde aan de Franse taal en vocht voor de bescherming van het gebruik van het Frans, op het moment dat het onderwijs in Vlaanderen volop aan het vernederlandsen was. Ze zette zich in om een Franstalig onderdeel te integreren in het curriculum van een middelbare school in Gent. Dit bezorgde haar veel kritiek in de lokale pers.

## Kaapverdië
Na hun pensionering reisden Marguerite Massart en haar man tijdens de wintermaanden naar warmere landen, op zoek naar een klimaat dat beter geschikt was voor haar astma. Er werd hen aangeraden om Kaapverdië te proberen, een archipel in de Atlantische Oceaan, 560 kilometer uit de westkust van het Afrikaanse continent. Ze bezochten het voor het eerst in 1963 en toen ze weer thuis waren, maakten ze plannen voor een geprefabriceerd huis, compleet met plannen voor onafhankelijke energievoorziening. Het huis kon naar Kaapverdië worden verscheept en daar opnieuw worden opgebouwd. Het huis werd in 1965-66 in Santa Maria gebouwd en het echtpaar bracht er de winters door.
Ze installeerden een kleine ontziltingsinstallatie, waarbij ze zonne-energie gebruikten. In 1970-71 liet het echtpaar de watertoren van Santa Maria bouwen, die jarenlang het hele dorp van proper water voorzag.
Hun thuisbasis werd uitgebreid met accommodatie om de bemanning te huisvesten van South African Airways, een luchtvaartmaatschappij in handen van de Zuid-Afrikaanse overheid die niet over veel Afrikaanse landen mocht vliegen of landen, vanwege de weerstand van die landen tegen de apartheid . Kaapverdië gaf SAA toestemming om eroverheen te vliegen en te landen en werd een centrum voor de activiteiten van de luchtvaartmaatschappij op vluchten naar Europa en de Verenigde Staten. In 1967 opende het echtpaar, samen met hun oudste zoon George, het eerste resort hotel van Kaapverdië, genaamd Morabeza.
De familie Vynckier breidde de accommodatie voor de bemanning van de luchtvaartmaatschappij geleidelijk uit tot een toeristisch hotel, dat aanvankelijk werkte op alternatieve energie. Het Hotel Morabeza werd uitgebaat door hun zoon George (die de techniek van de energiebronnen op zich nam) en schoondochter Geneviève en bestaat nog steeds (in 2020), geleid door Massarts kleindochter Sophie Vynckier Marcellesi.

## Dood en nalatenschap
Marguerite Massart verloor in 1972 haar man Gustave Vynckier en stierf zeven jaar later in Gent aan hartfalen, op 25 februari 1979.
Een Franstalige technische hogeschool, Institut de Mécanique et d'Électricité Marguerite Massart in Brussel, is naar haar vernoemd.